# Langues dayak
Les langues dayak sont un groupe polyphylétique de 18 langues malayo-polynésiennes parlées par les Dayak et qui se subdivisent en deux unités nettement distinctes.
Une appartient au groupe des langues bornéo du Nord (comprenant notamment les langues sabahanes et sarawak du Nord)[pas clair], et un autre aux langues ibaniques. 
- Les langues kelabitiques :
  - Kelabit
  - Lengilu
  - Lundayeh
  - Putoh
  - Sa'ban
  - Tring
- Les langues murutiques :
  - Okolod
  - Keningau Murut
  - Tagal Murut
  - Paluan
  - Selungai Murut
  - Timugon Murut
  - Bookan
  - Bulungan
  - Kalabakan
  - Sembakung Murut
  - Serudung Murut
  - Tidung.

- Locuteurs de langues dayak enregistrés à Bornéo.
- Beahe.
- Beaye.
- Bedineh.
- Beh eih.
- Bekoeh.
- Bemak.
- Benana.
- Bengape.
- Dayak malaïque.
- Mentuka.